# مکتب نیوتونی

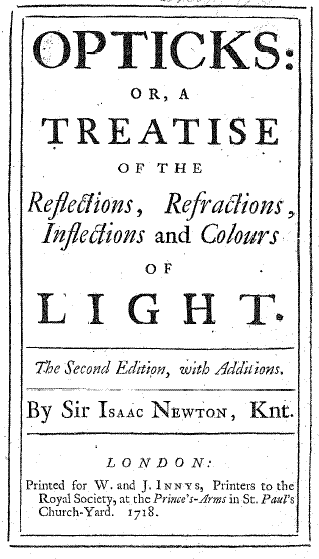
صفحه عنوان کتاب اپتیک ایساک نیوتن

نیوتن‌گرایی یا مکتب نیوتونی یک آموزه فلسفی و علمی است که از اعتقادات و روش‌های فیلسوف طبیعی ایزاک نیوتون برگرفته شده‌است. در حالی که سهم تأثیرگذار نیوتن در درجه اول در فیزیک و ریاضیات بود، تصور کلی او از جهان به عنوان پدیده‌ای تحت تسلط قوانین منطقی و قابل فهم، پایه و اساس بسیاری از اندیشه‌های روشنگری را بنیان نهاد. نیوتن‌گرایی به یک برنامه فکری تأثیرگذار تبدیل شد که اصول نیوتن را در بسیاری از حوزه‌ها مورد استفاده قرار می‌داد و علاوه بر تأثیر بر فلسفه، اندیشه سیاسی و الهیات، زمینه را برای علم مدرن (هم علوم طبیعی و هم علوم اجتماعی) فراهم کرد

## زمینه
اصول ریاضی فلسفه طبیعی اثر نیوتون که توسط انجمن سلطنتی در سال ۱۶۸۷ منتشر شد اما تا پس از مرگ وی به‌طور گسترده و به زبان انگلیسی در دسترس نبود، متنی است که به‌طور کلی به عنوان اثری انقلابی یا رادیکال در توسعه علوم ذکر شده‌است. این سه کتاب که به عنوان یک متن اساسی در ریاضیات و فیزیک در نظر گرفته می‌شوند، به دلیل رد فرضیه‌ها به نفع استدلال استقرایی و قیاسی بر اساس مجموعه ای از تعاریف و بدیهیات قابل توجه هستند. این روش ممکن است با روش استنتاج دکارتی بر اساس استدلال منطقی متوالی در تضاد باشد و اثربخشی استفاده از تجزیه و تحلیل ریاضی را به عنوان ابزاری برای کشف در مورد جهان طبیعی نشان دهد.